# 都留短期大学
都留短期大学（つるたんきだいがく）は、山梨県都留市上谷264に本部を置いていた日本の公立大学である。1955年に設置され、1961年に廃止された。大学の略称は都留短。

## 沿革

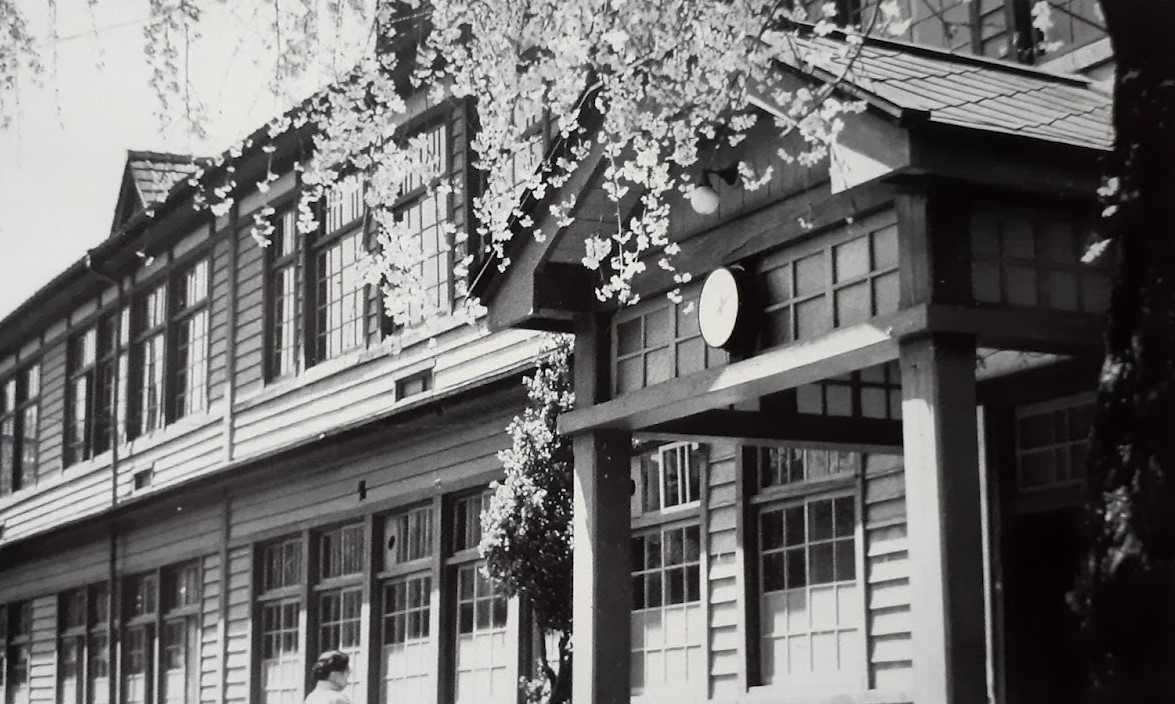
前身機関である山梨県立臨時教員養成所

1954年（昭和29年）には山梨県南都留郡谷村町、東桂村、宝村、禾生村、盛里村が合併して都留市が誕生した。1955年（昭和30年）に公立短期大学として都留短期大学が設置された。起源は1953年（昭和28年）に設置されていた山梨県立臨時教員養成所であり、1955年（昭和30年）に山梨県から都留市に移管され、同時に短期大学に改組されたのである。2学科が設置され、それぞれ50名が入学定員だった。

### 年表
- 1953年（昭和28年） - 山梨県立臨時教員養成所が創設される。
- 1955年（昭和30年）2月1日  - 短期大学の設置が認可される[3][4]。経営母体を山梨県から都留市へ転換。
- 1955年（昭和30年）4月1日 - 山梨県立臨時教員養成所を改組転換して都留短期大学が設置される[5]。初等教育科の入学定員50、商業科の入学定員50。同年には同様の公立短期大学として大月短期大学も設置されている[6]。入学者の出身地は奈良県を除いて日本全国の各都道府県におよんでいた[7]。
- 1957年（昭和32年） - 初等教育科218[注 1]、商経科97[注 2]、合計315人が卒業[8]。
- 1959年度（昭和34年度） - 学生募集を終了。
- 1960年（昭和35年）- 後継機関である都留市立都留文科大学が設立される。
- 1961年（昭和36年）7月8日 - 都留短期大学が廃止される[9]。

## 教育および研究

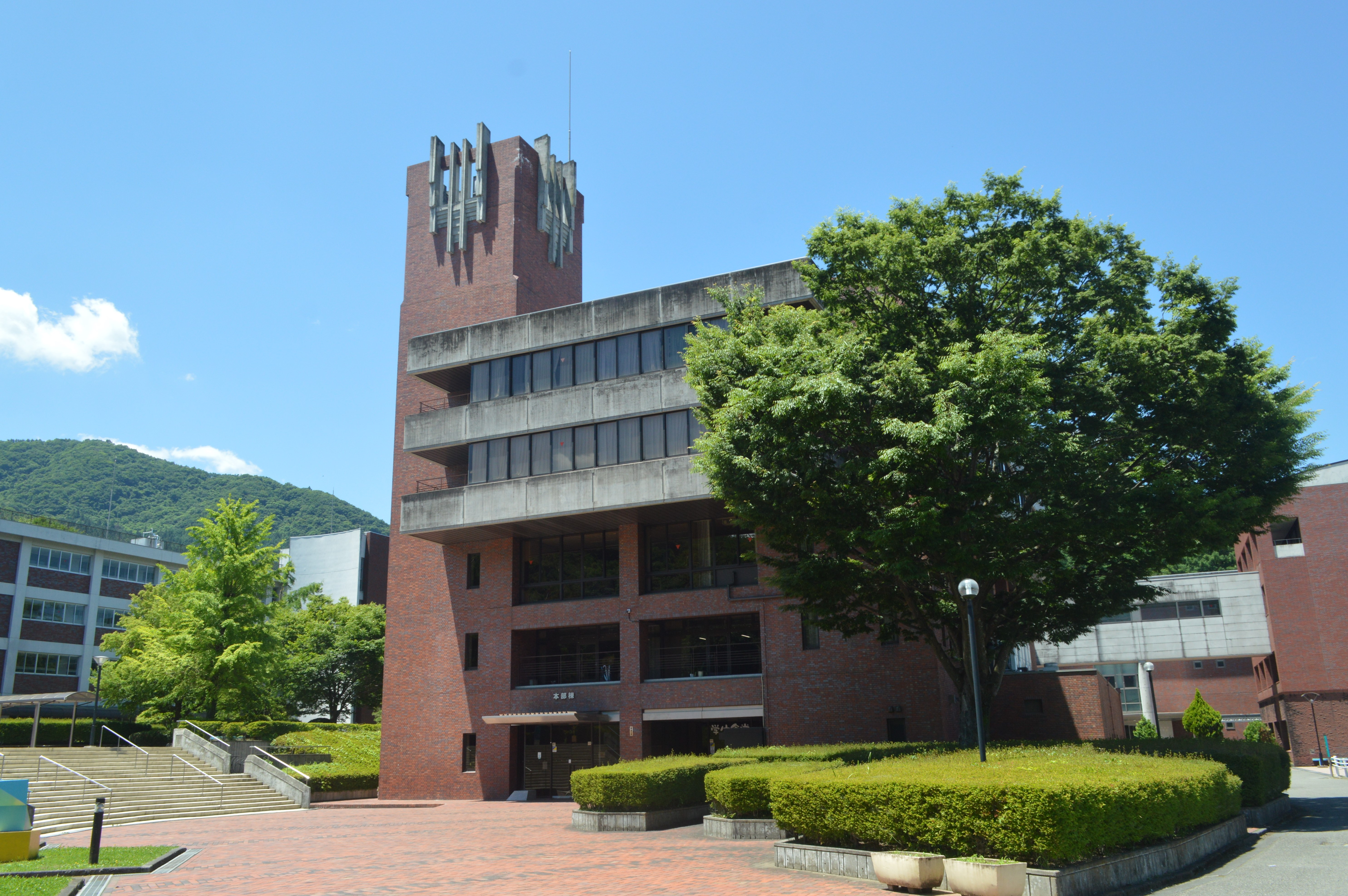
後継機関である都留文科大学

### 組織

#### 学科
- 初等教育科
- 商業科

#### 取得資格について
教職課程
- 小学校教諭二級免許状[11][12]
- 中学校教諭二級免許状（職業）[13][12]
- 高等学校教諭仮免許状（商業）[14]。

#### 年度別学生数
- 1958年度以降はその該当年度の5月1日時点でのデータである。

| -               | 初等教育科  | 商業科   | 出典     |
| --------------- | ----------- | -------- | -------- |
| 入学定員        | 50          | 50       | [ 15 ]   |
| 総定員          | 100         | 100      | [ 16 ]   |
| 1955年          | 男45 女48   | 男14 女7 | [ 7 ]    |
| 1956年 - 1957年 | 不明        | 不明     | [ 注 4 ] |
| 1958年          | 男115 女109 | 男58 女4 | [ 17 ]   |
| 1959年          | 男129 女148 | 男45 女7 | [ 18 ]   |
| 1960年          | 男65 女81   | 男21 女4 | [ 19 ]   |
| 1961年          | -           | -        | [ 20 ]   |

## 学生生活

### 学園祭
設置翌年の1956年（昭和31年）秋、学園祭が初めて催された。

## 大学関係者と組織

### 大学関係者一覧
都留文科大学の人物一覧

### 歴代学長
- 友枝高彦 - 1955年から????年[7]。
- 諸橋轍次 - 1957年7月17日から????年[7]。

## キャンパス
- 開学時は山梨県立谷村高等学校の校舎を間借りしていた[7]。